# Henri Gaidoz
Henri Gaidoz (* 28. Juli 1842 in Paris; † 2. April 1932 ebenda) war ein französischer Keltologe und Ethnologe.

## Leben und Werk
Gaidoz studierte in Deutschland, reiste durch England und Irland und wurde sich des Fehlens einer französischen Keltologie bewusst. Er gründete 1870 die Revue celtique, die er bis 1885 herausgab, und gehörte zu den frühen Mitgliedern der Société de linguistique de Paris. Von 1872 bis 1908 lehrte er Geographie und Ethnographie an der École libre des sciences politiques, ab 1876 war er Directeur d’études für keltische Philologie an der École pratique des hautes études in Paris. Mit seinem Freund Eugène Rolland (1846–1909) zusammen gab er die Zeitschrift Mélusine. Recueil de mythologie, littérature populaire, traditions et usages heraus (10 Bde., Paris 1878–1901). Den ersten Lehrstuhl für Keltologie am Collège de France erhielt nicht er, sondern sein Rivale Henri d’Arbois de Jubainville. In den letzten 20 Jahren war Gaidoz blind.

## Schriften (in Auswahl)
- Gaulois (Religion des). In: Frédéric Lichtenberger (Hrsg.): Encyclopédie des Sciences Religieuses. Band 5: Foi – Guillon. Sandoz et Fischbacher, Paris 1878, S. 428–441, (Sonderabdruck als: Esquisse de la Religion des Gaulois. Avec un appendice sur le Dieu Encina. Sandoz et Fischbacher, Paris 1879, (Digitalisat)).
- mit Paul Sébillot: Blason Populaire de la France. Cerf, Paris 1884, (Digitalisat).
- Le Dieu Gaulois du Soleil et le Symbolisme de la Roue. In: Revue archéologique. Serie 3, Band 4, 1884, S. 7–37, JSTOR:41732103, S. 136–149, JSTOR:41732114; Band 5, 1885, S. 179–203, JSTOR:41730815, S. 364–371, JSTOR:41730838; Band 6, 1885, S. 16–26, JSTOR:41728314, S. 167–191, JSTOR:41728329, S. 319–320, JSTOR:41728344; (Sonderabdruck als: Etudes de Mythologie Gauloise. I: Le Dieu Gaulois du Soleil et le Symbolisme de la Roue. Leroux, Paris 1886, (Digitalisat)).

- Pour le centenaire de Gaspar Zeuss, fondateur de la philologie celtique. Le Dault à Nanterre en vente, Paris 1906.